# Тиллер, Бьорн
Бьорн Тиллер (норв. Bjørn Tiller; 16 января 1959) — норвежский шахматист, международный мастер (1982).
Чемпион Норвегии 1983 года.
Многократный участник различных соревнований в составе национальной сборной по шахматам:
- 2 шахматные олимпиады (1976, 1980). В 1980 году, играя на 1-й резервной доске, выиграл золотую медаль в индивидуальном зачёте.
- 3-й чемпионат мира среди участников до 26 лет (1981) в г. Граце;
- 2-я олимпиада (1981/1982), проводившаяся по телексу и телефону[1].

В составе команды «Oslo Schakselskap» участник клубных кубков Европы (1984—1986, 1998).
Многократный участник соревнований в Шахматной лиге четырёх наций (2000—2011). Лучшие результаты (в скобках указаны команды, в составе которых были получены медали; все награды командные):
- 2000/2001:  Бронза («Wood Green London»);
- 2001/2002:  Серебро («Wood Green London»);
- 2002/2003:  Золото («Wood Green London 1»);
- 2003/2004:  Серебро («Wood Green London 1»);
- 2004/2005:  Золото («Wood Green London 1»);
- 2008/2009:  Золото («Wood Green Hilsmark Kingfisher 1»);
- 2009/2010:  Золото («Wood Green Hilsmark Kingfisher 1»);
- 2010/2011:  Серебро («Wood Green Hilsmark Kingfisher 1»).

## Изменения рейтинга
| Графики недоступны из-за технических проблем. См. информацию на Фабрикаторе и на mediawiki.org. |